# Aigle (entreprise)
Pour les articles homonymes, voir Aigle (homonymie).
Aigle est une marque française de bottes, chaussures et prêt-à-porter sous laquelle l'entreprise Hutchinson créée en 1853 commercialise initialement ses produits avant que la marque ne devienne en 1994 une entreprise distincte qui appartient désormais à Maus Frères Holding.

## Histoire
En 1850, aux États-Unis, l'ingénieur américain Hiram Hutchinson achète un brevet à Charles Goodyear permettant de fabriquer des chaussures en caoutchouc puis part en France pour y fonder, en 1853 près de Montargis la Compagnie du Caoutchouc Souple qui devient ensuite Hutchinson. Sa production est commercialisée sous la marque À L’Aigle en hommage à l’aigle américain, simplifiée ultérieurement par « Aigle ».

Fabriquant tout d’abord des bottes et des vêtements imperméables, la société se diversifie dans les années 

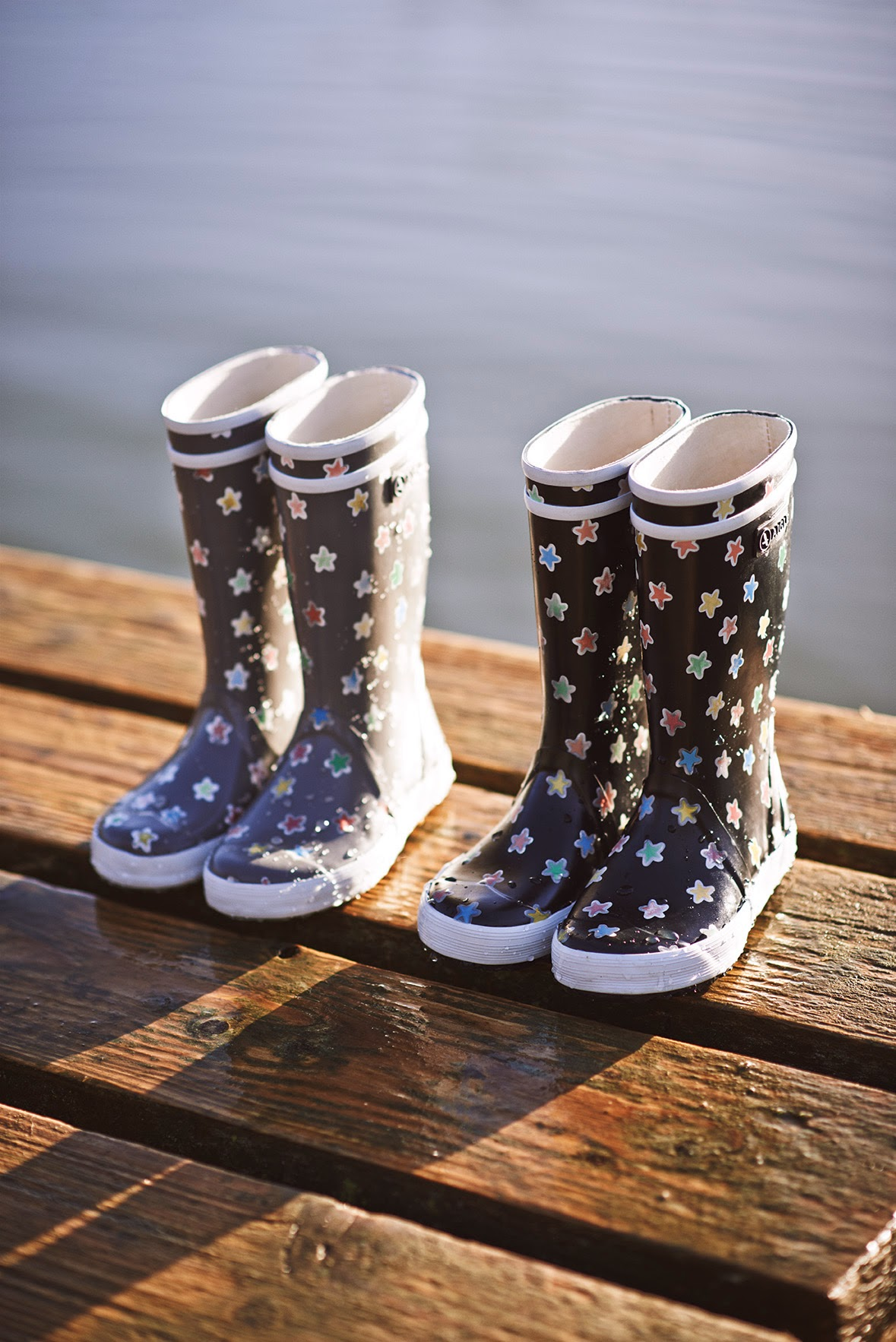
Lollypop. Bottes fantaisie pour enfants

folles en produisant plusieurs accessoires pour les véhicules (tels que les tapis de sol, des pneus, etc.) puis, dans les années 1950, des chaussures de sport.
En 1967, la compagnie déménage sa production de chaussures à Ingrandes, près de Châtellerault, sur le terrain d’une ancienne base militaire américaine de 30 hectares[réf. nécessaire]. Toujours dans le giron d’Hutchinson, Aigle rachète l’usine Kléber Colombes et intègre la marque “Au Coq”. Entre 1972 et 1978, la marque s'installe sur les marchés de la mer (avec la botte bleue Pajot), équestre (la botte l’Écuyer) et du tennis (modèle Jauffret). À ce moment, l’usine produit 10 millions de paires de chaussures par an.
L'entreprise Hutchinson connait plusieurs crises. En 1974, elle cède une participation majoritaire à Total tandis que sa division « Aigle » entre en bourse et sort du groupe en 1994, reprise à 80 % par le fonds d'investissement français Apax Partners, qui cède à son tour la nouvelle entreprise au groupe suisse Maus Frères Holding en 2003 (principal actionnaire à 91,2 %), sortant simultanément de la Bourse,.
Portée par le succès d'un modèle de veste de marin, la Copeland, la société s’agrandit encore en 2000 en se lançant sur le marché japonais puis américain, ce qui favorise son rachat trois ans plus tard par Maus. En 2006, elle compte 131 magasins au monde, dont 61 en France (38 en propre), 14 dans le reste de l’Europe et 56 en Asie. Son chiffre d’affaires consolidé hors-taxes pour cette même année est de 120 millions d’euros. Elle emploie 640 salariés en France. Neuf ans plus tard, le CA consolidé est de 330 millions d'euros
Le 15 novembre 2008 a eu lieu l'inauguration du premier magasin Aigle d'Amérique du Nord à Halifax (Nouvelle-Écosse) au Canada et un autre magasin a ouvert ses portes le 28 août 2010 dans la ville francophone de Montréal.
Unique fabricant de bottes en France, Aigle obtient le label « Origine France Garantie » en 2016,.
À fin octobre 2018, l'entreprise compte 38 établissements actifs (points de vente et entrepôts). Dont plusieurs magasins situés à Brest, Lille, Dunkerque, Bordeaux et bien d'autres.
Au début des années 2020, un trio de créateurs réuni sous le nom de « Etudes Studio » prend en charge le stylisme de la marque afin de la faire évoluer ; celle-ci défile durant la Semaine de la mode de Paris.

## Répartition du chiffre d'affaires
Le chiffre d'affaires en Asie est supérieur à celui d'Europe, même si la France reste le premier marché de la marque.
Actuellement[Quand ?], la répartition par produits de l’entreprise est la suivante[source secondaire souhaitée] :
- 50 % textile ;
- 23 % bottes ;
- 20 % chaussures ;
- 7 % accessoires

### Produits phares
La botte « bison » de 1968 est la première conçue et fabriquée à l'usine de Châtellerault. Elle est reconnaissable par sa tirette en cuir qui permet de l'enfiler plus facilement. Ce produit demeure un best-seller de la marque dans la catégorie jardinage.